# Liste von Namensreaktionen/I
| Entdecker                                  | Jahr                   | Reagenzien                                                                               | Kurzbeschreibung                                                             | Zielmolekül(e)                             | Quelle                 |
| Ichikawa-Indolsynthese                     | Ichikawa-Indolsynthese | Ichikawa-Indolsynthese                                                                   | Ichikawa-Indolsynthese                                                       | Ichikawa-Indolsynthese                     | Ichikawa-Indolsynthese |
| ------------------------------------------ | ---------------------- | ---------------------------------------------------------------------------------------- | ---------------------------------------------------------------------------- | ------------------------------------------ | ---------------------- |
| Junji Ichikawa                             | 1997                   | ortho‐Amino‐β,β‐difluorostyrole, Natriumhydrid                                           | 5-endo-trigonale Cyclisierung                                                | 2-fluorierte Indole                        | [ 1 ]                  |
| Imamoto-Alkylierung                        |                        |                                                                                          |                                                                              |                                            |                        |
| Tsuneo Imamoto                             | 1984                   | Aldehyde/Ketone, Cer/Samarium, Alkyliodide                                               | Alkylierung                                                                  | Alkohole                                   | [ 2 ]                  |
| Ing-Manske-Prozess                         |                        |                                                                                          |                                                                              |                                            |                        |
| Harry Ing, Richard Manske                  | 1926                   | Variante der Gabriel-Synthese mit Hydrazin                                               | Variante der Gabriel-Synthese mit Hydrazin                                   | Variante der Gabriel-Synthese mit Hydrazin | [ 3 ]                  |
| Inoue-Reaktion                             |                        |                                                                                          |                                                                              |                                            |                        |
| Shohei Inoue                               | 1979                   | Aromatische Aldehyde, Cyanwasserstoff, Diketopiperazine (Katalysator)                    | Addition                                                                     | Phenylcyanohydrine                         | [ 4 ]                  |
| Ipatjew-Synthese                           |                        |                                                                                          |                                                                              |                                            |                        |
| Wladimir Nikolajewitsch Ipatjew            | 1911                   | Isobuten, Isobutan                                                                       | Additionsreaktion eines Carbeniumions an ein Alken unter Druck               | Isooctan                                   | [ 5 ]                  |
| Reaktionsschema Ipatjew-Synthese           |                        |                                                                                          |                                                                              |                                            |                        |
| Ipatjew-Cyclopropan-Synthese               |                        |                                                                                          |                                                                              |                                            |                        |
| Wladimir Nikolajewitsch Ipatjew            | 1901                   | 1,4-Dibromalkene, Alkalisalze von Malonestern                                            | Addition unter HBr-Eliminierung, Cyclisierung unter NaBr-Eliminierung        | Cyclopropane                               | [ 6 ]                  |
| Ireland-Claisen-Umlagerung                 |                        |                                                                                          |                                                                              |                                            |                        |
| siehe Claisen-Ireland-Umlagerung           |                        |                                                                                          |                                                                              |                                            |                        |
| Irvine-Purdie-Methylierung                 |                        |                                                                                          |                                                                              |                                            |                        |
| Thomas Purdie, James C. Irvine             | 1903                   | Alkylglycoside, Methyliodid, Silber(I)-oxid                                              | Methylierung der Hydroxygruppen, Hydrolyse                                   | methylierte Monosaccharide                 | [ 7 ]                  |
| Reaktionsschema Irvine-Purdie-Methylierung |                        |                                                                                          |                                                                              |                                            |                        |
| Isay-Pteridinsynthese                      |                        |                                                                                          |                                                                              |                                            |                        |
| Oskar Isay                                 | 1906                   | Diaminopyrimidine, α-Ketoaldehyde                                                        | Cyclisierung                                                                 | Pteridine                                  | [ 8 ]                  |
| Ishii-Venturello-Epoxidierung              |                        |                                                                                          |                                                                              |                                            |                        |
| Yasutaka Ishii, Carlo Venturello           | 1988                   | Alkene, Wasserstoffperoxid, Wolfram-Phosphat-Katalysator                                 | Epoxidierung                                                                 | Epoxide                                    | [ 9 ] [ 10 ]           |
| Iwanow-Reaktion                            |                        |                                                                                          |                                                                              |                                            |                        |
| Dimitr Iwanow                              | 1931                   | Phenylessigsäure, Grignard-Reagenz, Elektrophil (z. B. Carbonylverbindungen, Isocyanate) | Bildung eines Dianions (Iwanow-Reagenz), Addition am Elektrophil             | C-C-Bindung in α-Position der Säuregruppe  | [ 11 ]                 |
| Reaktionsschema Iwanow-Reaktion            |                        |                                                                                          |                                                                              |                                            |                        |
| Iwao-Indolsynthese                         |                        |                                                                                          |                                                                              |                                            |                        |
| Masatomo Iwao                              | 1994                   | N‐Tert‐butoxycarbonylaniline, Butyllithium, 1‐Trialkylsilyl‐1‐phenylsulfinylethen, MCPBA | Lithiierung, Addition, Sila-Pummerer-Umlagerung zum 2-Thioindolin, Oxidation | Indole                                     | [ 12 ]                 |